# Žirozmaj
Žirozmaj ali rotorski zmaj (ang. Gyrokite ali Rotor kite) je vrsta rotorskega zrakoplova brez motornega pogona. Žirozmaj uporablja za vzgon  avtorotacijo - rotor se vrti zaradi aerodinamičnega efekta zraka na lopatice rotorja, ko se zrakoplov premika naprej. Koncept je podoben avtožiru, ki uporablja majhen propeler z motorjem, žirozmaj za razliko nima nobenega pogona. Zato je potreben za vzlet veter ali pa se ga s pomočjo avtomobila, čolna ali druge naprave povleče. Leta 2009 ni nobena država na svetu zahtevala licence za letenje tovrstnih naprav.

## Zgodovina
Patenti:
- Thomas Ansboro iz Glasgowa je leta 1891 patentiral žirozmaj napravo. [1]
- Walter Van Wie  je leta 1909 patentiral Revolving Kite[2]
- 1933: 11. julija 1933 nov patent od Courcy in Schwarz za KiteUS2074327
- 1936: 1. avgusta 1936 patent od Carl B. Chupp za Aerial DeviceUS2181477

Razvoj žirozmajev se je razširil med 2. Svetovno vojno. Nemci so uporabljali Focke Achgelis Fa 330, ki so ga vlekli za podmornicami in je služil za opazovanje. V Britaniji je Raoul Hafner dizajniral Rotachute za odmetavanje padalcev. Žirozmaj bi se uporabljal namesto padal, tudi zato, ker naj bi zmanjkovalo materiala za padala. Večja verzija Rotabuggy bi služila odmetavanju jeepov iz letal. Oba koncepta sta se končala v fazi testiranja. Obstajali so tudi načrti za odmetavanje tankov. Tudi če bi slednji načrt deloval, bi bil velik problem velika teža tanka za transportna letala iz 2. Svetovne vojne. 
V 1950ih so jih začeli razvijati kot športne zrakoplove. Dr. Igor Bensen iz ZDA in njegovo podjetje Bensen Aircraft Corporation je proizvedlo veliko žirozmajev, ki jih je Bensen imenoval "žirojadralniki" ("gyrogliders"), termin, ki se je potem uporabljal tudi za druge žirozmaje. Začeli so z B-5, ki se ga prodajali v kit izvedbi za sestavo doma. Ob koncu desetletja so predstavili B-8. B-8 zrakoplov je bil deležn tudi pozornosti USAF, kot alternativa za bolj kontroliran pristanek od padala.

## Žirozmaj s pilotom
- Bensen Aircraft Corporation
  - Bensen B-5
  - Bensen B-6
  - Bensen B-7
  - Rus Šumejko je v 1990ih zgradil in letel z jadralnim žirozmajem[3]
  - Stephan Nitsch je tudi razvil žirozmaj z imenom "Autogiro"  [4][5]

## Brezpilotni žirozmaji
- Sky Chopper
- SkyMill Energy
- Sky Windpower